# Schlacht von Le Bourget
Weißenburg – Spichern – Wörth – Colombey – Straßburg – Toul – Mars-la-Tour – Gravelotte – Metz – Beaumont – Noisseville – Sedan – Sceaux – Chevilly – Bellevue – Artenay – Châtillon – Châteaudun – Le Bourget – Coulmiers – Amiens – Beaune-la-Rolande – Villepion – Loigny und Poupry – Orléans – Villiers – Beaugency – Nuits – Hallue – Bapaume – Villersexel – Le Mans – Lisaine – Saint-Quentin – Buzenval – Paris – Belfort
Die Schlacht von Le Bourget, fand vom 28. bis 30. Oktober 1870 im Deutsch-Französischen Krieg zwischen der 2. Garde-Infanteriedivision des preußischen Heeres unter dem Kommando des Generals von Budritzki und einem französischen Verband aus Freischärlern der Francs-tireurs, Marineverbänden und regulären Truppen der Pariser Verteidigungsarmee unter General Carrey de Bellamare statt.

## Ausgangssituation

Adrien Alexandre Adolphe Carrey de Bellemare

Seit dem 19. September 1870 wurde Paris von den deutschen Verbänden belagert. Die Verteidigungsarmee bestand zwischenzeitlich aus bis zu 120.000 regulären Soldaten und 330.000 Mann der Garde nationale.
General Carrey de Bellamare war Kommandant des Forts von Saint Denis im Norden von Paris. Dieses war eine der größten und am stärksten besetzten Festungen von Paris. Da das Dorf Le Bourget von den Geschützen der Forts erreicht werden konnte, war im Dorf selbst nur eine Kompanie stationiert. Diese Kompanie gehörte zum Regiment Königin Augusta Garde-Grenadier-Regiment Nr. 4 des Gardekorps. Insgesamt hielt die Garde die Front zwischen den Orten Montmagny und Aulnay-sous-Bois.

## Französischer Angriff

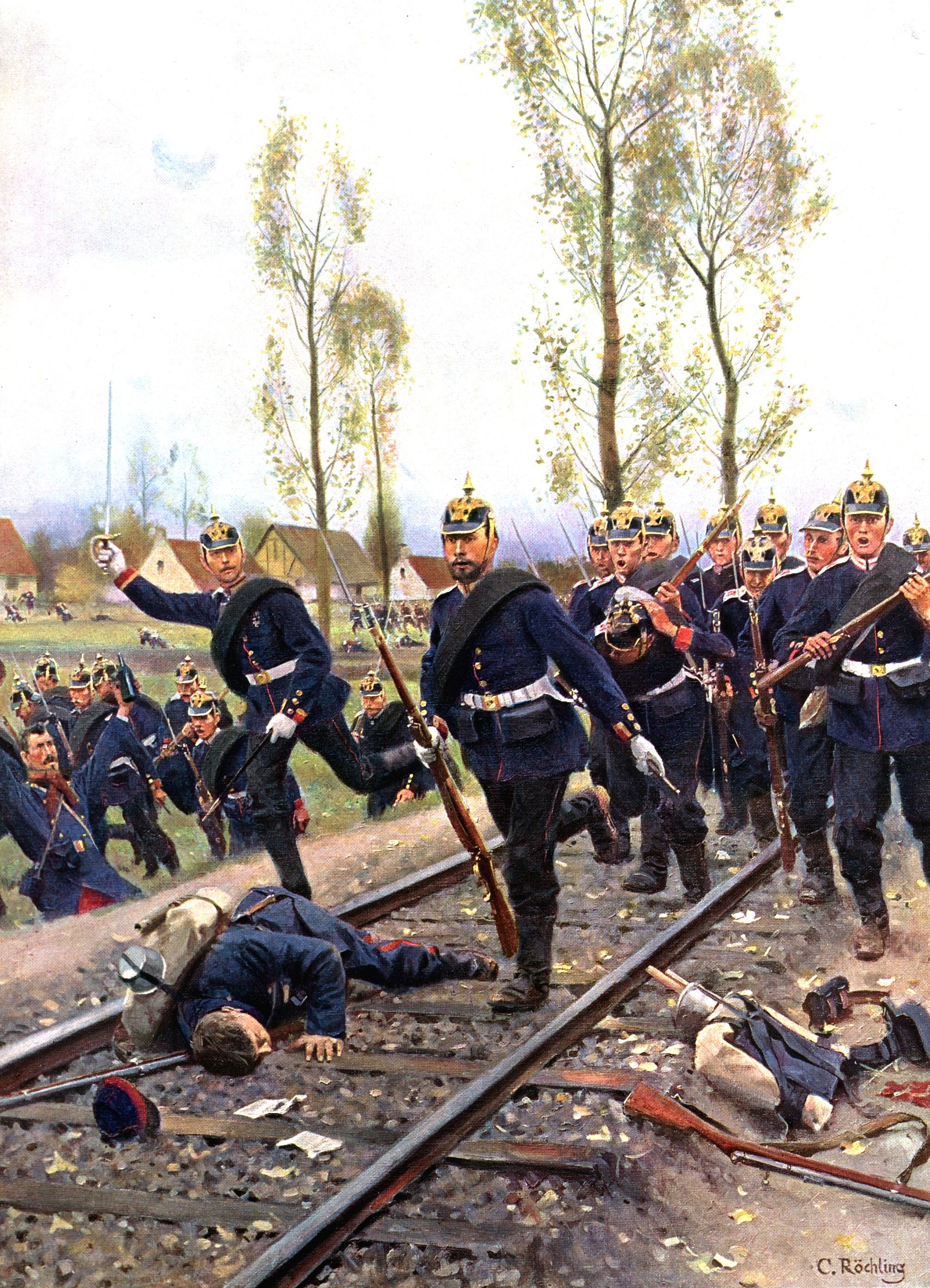
Das Kaiser Alexander Garde-Grenadier-Regiment Nr. 1 am 30. Oktober 1870 bei Le Bourget, Gemälde von Carl Röchling

Am frühen Morgen des 28. Oktober 1870 begann, ohne dass es hierfür einen Befehl gegeben hat, der Angriff der Franzosen. Dabei wurde die deutsche Kompanie aus dem Dorf herausgedrängt. Die Garde selbst hatte anfangs kein Interesse daran, die Stellung zurückzuerobern, aber der sächsische Kronprinz Albert befahl den Gegenangriff. Von Le Bourget aus würden die weiteren Stellungen der Preußen in der Reichweite schwerer französischer Artillerie liegen. Um seinen Erfolg auszubauen, bat de Bellamare beim Oberbefehlshaber von Paris, General Louis Jules Trochu um Verstärkungen, was dieser jedoch ablehnte.

## Preußischer Gegenangriff
Durch eine bewaffnete Aufklärung erkannten die Preußen, dass inzwischen starke Verbände den Ort besetzt hielten. Ein einfacher Gegenangriff durch Infanterie war somit nicht mehr möglich. So wurde der Ort den ganzen nächsten Tag über, den 29. Oktober 1870, mit Artillerie beschossen. Es gelang damit aber nicht, die französischen Einheiten aus dem Ort zu vertreiben.
Schließlich erfolgte am 30. Oktober 1870 ein Angriff unter der persönlichen Führung von General von Budritzky. Der Angriff erfolgte mit neun Bataillonen der 2. Garde-Infanteriedivision. Dabei wurde der Ort von drei Seiten gleichzeitig angegriffen. Nach einem erbitterten Kampf von insgesamt vier Stunden Dauer, bei dem fast jedes Gebäude einzeln erstürmt werden musste, wurde der Ort zurückerobert.
Unter den 34 gefallenen Offizieren der Garde befanden sich auch die beiden Regimentskommandeure, Conrad von Zaluskowsky (1825–1870) und Georg Graf von Waldersee (1824–1870).

## Folgen

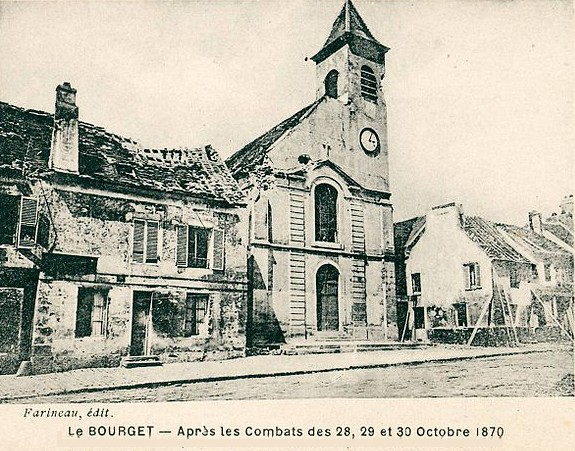
Le Bourget nach den Kämpfen

Dieser Ausgang dieser Schlacht erregte in Paris große Bestürzung. Dies lag zum einen darin begründet, dass etwa zur gleichen Zeit die Nachricht von der Kapitulation von Metz eintraf, zum anderen hatten sich viele Bürger Hoffnungen auf Grund der Einnahme von Le Bourget gemacht. Hinzu kam, dass sich unter den vielen Gefallenen und Gefangenen gerade auch Pariser Bürger befanden. Es gab sogar ein Manifest vom 31. Oktober, das General Trochu zum Rücktritt aufforderte; dieser lehnte es jedoch ab, von seinem Kommando zurückzutreten. Diese Verschlechterung der Stimmung war mit einer der Gründe, warum Ende November der Ausfall auf Villiers befohlen wurde.

## Zweiter Ausfall ab dem 21. Dezember 1870
Ein zweites Gefecht fand am 21. Dezember 1870 statt. Dieser Angriff sollte mit dem Vorstoß der Nordarmee zeitgleich erfolgen und so einen Entsatz für Paris bewirken. Dass der Angriff der Nordarmee nicht wie geplant an Paris herangeführt werden konnte, war nicht mehr rechtzeitig erkannt worden.
Die Preußen hatten Le Bourget nach der Schlacht im Oktober nur mit einem kleinen Verband aus fünf Kompanien der 2. Garde-Infanteriedivision besetzt. Die Preußische Linie machte hier einen Vorsprung zwischen den Ortschaften Dugny und Le Blanc Mesnil. Diese Besatzung wurde von dem am frühen Morgen beginnenden Angriff im Ort eingeschlossen. Durch gleichzeitige Angriffe gegen Stains und Aulnay-sous-Bois wurde nicht bemerkt, dass deutsche Einheiten noch im Ort waren. Der Angriff richtete sich gegen deutsche Einheiten des Gardekorps und des XII. Korps.

### Kämpfe des Gardekorps

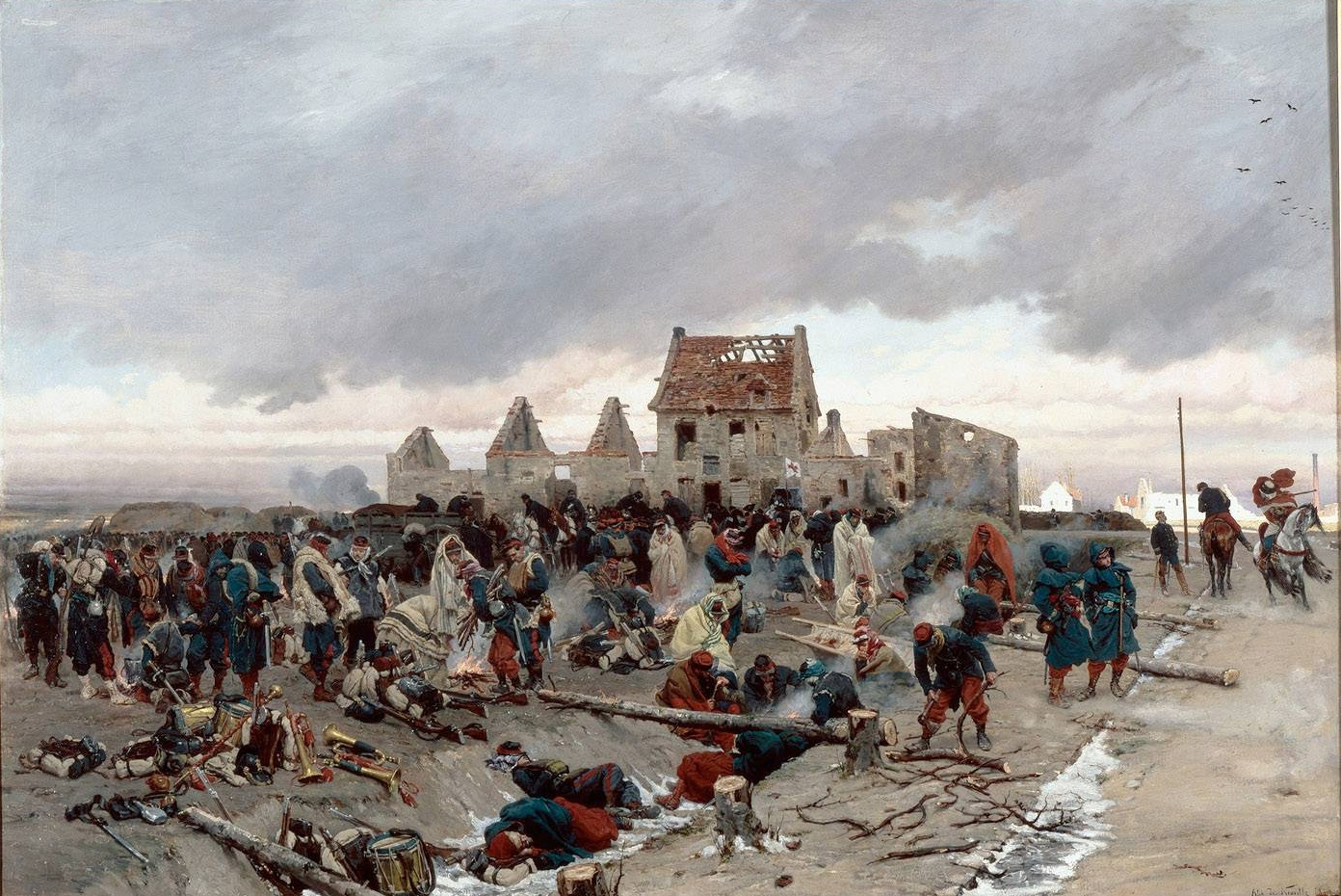
Biwak vor dem Dorf Le Bourget, nach der Schlacht vom 21. Dezember 1870

Stains wurde von den Vorposten geräumt, anschließend unter Artilleriefeuer genommen und dann vom 1. Garde-Regiment zurückerobert. Die Besatzung von Le Bourget konnte sich den Tag über halten, bis der deutsche Gegenangriff durch drei Bataillone der Regimenter Nr. 3 und Nr. 4 am Nachmittag die Franzosen zurückgedrängt hatte. Die Verluste des Gardekorps an diesem Tag betrugen 14 Offiziere und 431 Soldaten an Toten, Verwundeten und Vermissten. Beim Angriff gerieten mehrere hundert Franzosen in Gefangenschaft.
Die Ereignisse des 21. Dezembers inspirierten den französischen Schlachtenmaler Alphonse de Neuville zu seinem Gemälde Bivouac devant Le Bourget, après le combat du 21 décembre 1870 ‚Biwak vor dem Dorf Le Bourget, nach der Schlacht vom 21. Dezember 1870‘, das 1872 im Pariser Salon ausgestellt wurde und den Ruhm des Künstlers etablierte.

### Kämpfe des XII. Korps
Der Angriff gegen das sächsische XII. Korps erfolgte in Richtung der Ortschaften Bobigny und Sevran und mit einem weiteren Schwerpunkt gegen Rosny-sous-Bois und Neuilly-sur-Marne in Richtung Chelles. Alle diese Angriffe blieben jedoch im Artilleriefeuer und spätestens vor den Stellungen der Infanterie liegen. Am 22. Dezember erfolgte an dieser Stelle der nächste Angriff, der von den Sachsen und den flankierenden Württembergern bereits erwartet worden war. Die französische Taktik von mehreren Angriffen an aufeinander folgenden Tagen wurde auch hier angewandt. Auf deutscher Seite war daher die Artillerie entsprechend in Stellung gebracht worden. Alle Angriffe, an denen mindestens drei französische Brigaden beteiligt gewesen sein sollen, blieben im Artilleriefeuer liegen. Es gelang den Franzosen jedoch, sich auf der Hochebene des Mont Avron, östlich vom Fort de Rosny festzusetzen. Hier jedoch waren die Soldaten der Nationalgarde ohne Deckungsmöglichkeit dem massiven deutschen Artilleriebeschuss ausgesetzt. Hinzu kam der in diesen Tagen einsetzende starke Frost.

### Weitere Kämpfe um den Mont Avron
Von französischer Seite waren in zwei Wochen bis zum 17. Dezember Artillerie-Stellungen konstruiert und errichtet worden. Die Stellungen wiesen allerdings keinen ausreichenden Schutz gegen Beschuss auf. Die deutschen Verbände hatten ihrerseits auf den günstigen Erhebungen von Le Raincy und Montfermeil starke Befestigungen ausgehoben, um von hier aus den Beschuss der Festung Rosny beginnen zu können. Dieser Beschuss begann am frühen Morgen des 27. Dezember 1870 mit dem Feuer von 76 Geschützen. Innerhalb von zwei Tagen waren die Geschütze auf dem Mont Avron kampfunfähig, da die Mannschaften rasch ihre Stellungen wegen des mangelnden Schutzes verließen, und auch die in Noisy stehenden Einheiten mussten sich zurückziehen. Am 29. Dezember schließlich zogen sich die letzten Nationalgarden vom Mont Avron zurück und mussten hierbei erhebliche Ausrüstung, aber auch die Leichen gefallener Kameraden zurücklassen. Das Plateau wurde vom XII. Korps bei sehr geringen eigenen Verlusten besetzt.

## Belege und Anmerkungen
1. ↑  « Le gouverneur de Paris ne capitulera pas. »
2. ↑  Friedrich Engels, in The Pall Mall Gazette Nr. 1841 vom 6. Januar l871